# Lukáš Pytloun
Lukáš Pytloun (* 5. února 1980 Liberec) je generální ředitel společnosti Pytloun Hotels, majitel a provozovatel sítě hotelů a restaurací Pytloun a člen Ekonomické rady Libereckého kraje.

## Biografie
Vystudoval textilní marketing na Technické univerzitě v Liberci a podnikovou ekonomii na Univerzitě Tomáše Bati ve Zlíně. V cestovním ruchu podniká od roku 2003 a v roce 2009 získal v anketě Hospodářských novin za svou činnost v této oblasti ocenění Živnostník roku a stal se tak historicky nejmladším[zdroj⁠?!] vítězným účastníkem. Prvním ubytovacím zařízením byl Pytloun Penzion Zelený Háj v libereckých Rochlicích, v roce 2005 následoval Pytloun Wellness Travel Hotel a v roce 2007 hotel s restaurací – Pytloun Hotel Liberec. Dále v roce 2009 první čtyřhvězdičkový Pytloun Design Hotel – v letech 2012 až 2015 člen celosvětové sítě Best Western s klasifikací Best Western Plus. V roce 2011 otevřel Pytloun City Boutique Hotel v centru Liberce a v roce 2014 po rekonstrukci harrachovský hotel Silent, dnes fungující pod názvem Pytloun Wellness Hotel Harrachov. V letech 2014 až 2015 po úspěšné akvizici zrekonstruoval liberecký hotel Imperial (dnes Pytloun Grand Hotel Imperial), jehož historie sahá do dvacátých let 20. století.
S celkovou kapacitou 779 lůžek byl v roce 2017 největším poskytovatelem ubytovacích služeb v Libereckém kraji.[zdroj⁠?!]
Od roku 2013 je Lukáš Pytloun členem Ekonomické rady Libereckého kraje. Je zastáncem volného trhu a fair soutěže s minimální regulací státu. Žije v Liberci, má dvě děti.